# Oak Grove (Alabama)
 Oak Grove, Alabama és una població dels Estats Units a l'estat d'Alabama. Segons el cens del 2000 tenia 457 habitants.

## Demografia
Segons el cens del 2000, Oak Grove tenia 457 habitants, 178 habitatges, i 124 famílies. La densitat de població era de 154,8 habitants/km².
Dels 178 habitatges en un 32,6% hi vivien nens de menys de 18 anys, en un 56,7% hi vivien parelles casades, en un 10,7% dones solteres, i en un 29,8% no eren unitats familiars. En el 25,3% dels habitatges hi vivien persones soles el 10,7% de les quals corresponia a persones de 65 anys o més que vivien soles. El nombre mitjà de persones vivint en cada habitatge era de 2,48 i el nombre mitjà de persones que vivien en cada família era de 2,96.
Per edats la població es repartia de la següent manera: un 24,5% tenia menys de 18 anys, un 7,4% entre 18 i 24, un 26,7% entre 25 i 44, un 26,9% de 45 a 60 i un 14,4% 65 anys o més.
L'edat mediana era de 39 anys. Per cada 100 dones hi havia 87,3 homes. Per cada 100 dones de 18 o més anys hi havia 77,8 homes.
La renda mediana per habitatge era de 28.625 $ i la renda mediana per família de 29.625 $. Els homes tenien una renda mediana de 29.417 $ mentre que les dones 19.375 $. La renda per capita de la població era de 12.865 $. Aproximadament el 10,4% de les famílies i el 15,7% de la població estaven per davall del llindar de pobresa.

## Poblacions properes
El següent diagrama mostra les poblacions més properes.